# Campeonato Uruguayo de Primera División 1998
El Campeonato Uruguayo 1998 fue el 94° torneo de primera división del fútbol uruguayo, correspondiente al año 1998. El torneo contó con la participación de 12 equipos, y coronó campeón al Club Nacional de Football, primer equipo en conquistar los torneos Apertura y Clausura de una misma temporada. Este fue el último torneo integrado exclusivamente por clubes de Montevideo.

## Sistema de disputa
El campeonato estuvo dividido en dos etapas: Apertura y Clausura, las cuales se desarrollaron durante el primer y segundo semestre de 1998 respectivamente.
En caso de que un mismo equipo ganase los torneos Apertura y Clausura, éste sería consagrado campeón uruguayo 1998. De no ser así, se disputaría una final entre los equipos ganadores de los respectivos torneos. El ganador de la final se consagraría campeón uruguayo.
El campeón obtendría la clasificación directa a la Copa Libertadores 1999.
Los restantes clasificados tanto para la Copa Libertadores como para la Copa Conmebol 1999 se decidirían mediante la disputa de un tercer torneo a finales de 1998, la Liguilla. En él participarían los cuatro equipos con mejor puntaje en la Tabla Anual excluyendo al campeón de la temporada.

## Desarrollo

### Torneo Apertura
Entre el 14 de marzo y 7 de junio del año 1998
| Puesto | Equipo               | Pts | PJ | PG | PE | PP | GF | GC | Dif |
| ------ | -------------------- | --- | -- | -- | -- | -- | -- | -- | --- |
| 1.º    | Nacional             | 27  | 11 | 9  | 0  | 2  | 32 | 14 | 18  |
| 2º     | Bella Vista          | 20  | 11 | 5  | 5  | 1  | 10 | 7  | 3   |
| 3º     | Peñarol              | 18  | 11 | 6  | 0  | 5  | 15 | 14 | 1   |
| 4º     | Defensor Sporting    | 16  | 11 | 4  | 4  | 3  | 14 | 12 | 2   |
| 5º     | River Plate          | 14  | 11 | 4  | 2  | 5  | 22 | 20 | 2   |
| 6º     | Montevideo Wanderers | 14  | 11 | 3  | 5  | 3  | 14 | 15 | -1  |
| 7º     | Rampla Juniors       | 13  | 11 | 3  | 4  | 4  | 10 | 13 | -3  |
| 8º     | Rentistas            | 12  | 11 | 2  | 6  | 3  | 10 | 12 | -2  |
| 9º     | Villa Española       | 12  | 11 | 3  | 3  | 5  | 9  | 11 | -2  |
| 10º    | Huracán Buceo        | 11  | 11 | 2  | 5  | 4  | 15 | 19 | -4  |
| 11º    | Danubio              | 11  | 11 | 3  | 2  | 6  | 11 | 18 | -7  |
| 12º    | Liverpool            | 10  | 11 | 2  | 4  | 5  | 7  | 14 | -7  |

### Torneo Clausura
Entre el 1 de agosto y 18 de octubre del año 1998
| Puesto | Equipo               | Pts | PJ | PG | PE | PP | GF | GC | Dif |
| ------ | -------------------- | --- | -- | -- | -- | -- | -- | -- | --- |
| 1.º    | Nacional             | 23  | 11 | 7  | 2  | 2  | 19 | 8  | 11  |
| 2º     | Rentistas            | 22  | 11 | 6  | 4  | 1  | 9  | 3  | 6   |
| 3º     | River Plate          | 19  | 11 | 5  | 4  | 2  | 21 | 11 | 10  |
| 4º     | Peñarol              | 19  | 11 | 6  | 1  | 4  | 25 | 20 | 5   |
| 5º     | Danubio              | 19  | 11 | 5  | 4  | 2  | 12 | 7  | 5   |
| 6º     | Bella Vista          | 15  | 11 | 3  | 6  | 2  | 14 | 10 | 4   |
| 7º     | Defensor Sporting    | 13  | 11 | 2  | 7  | 2  | 12 | 14 | -2  |
| 8º     | Liverpool            | 11  | 11 | 2  | 5  | 4  | 6  | 10 | -4  |
| 9º     | Huracán Buceo        | 11  | 11 | 3  | 2  | 6  | 10 | 16 | -6  |
| 10º    | Rampla Juniors       | 11  | 11 | 3  | 2  | 6  | 10 | 18 | -8  |
| 11º    | Villa Española       | 10  | 11 | 2  | 4  | 5  | 13 | 18 | -5  |
| 12º    | Montevideo Wanderers | 3   | 11 | 0  | 3  | 8  | 8  | 24 | -16 |

- Se consagró campeón Nacional por haber ganado ambos torneos cortos, Apertura y Clausura, por lo que no hubo necesidad de disputar finales.

|                                             |
| Uruguay                                     |
| Campeón Uruguayo 1998 Nacional 36.to título |

### Tabla Anual (Acumulada)
| Puesto | Equipo               | Pts | PJ | PG | PE | PP | GF | GC | Dif |
| ------ | -------------------- | --- | -- | -- | -- | -- | -- | -- | --- |
| 1.º    | Nacional             | 50  | 22 | 16 | 2  | 4  | 51 | 22 | 29  |
| 2º     | Peñarol              | 37  | 22 | 12 | 1  | 9  | 40 | 34 | 6   |
| 3º     | Bella Vista          | 35  | 22 | 8  | 11 | 3  | 24 | 17 | 7   |
| 4º     | Rentistas            | 34  | 22 | 8  | 10 | 4  | 19 | 15 | 4   |
| 5º     | River Plate          | 33  | 22 | 9  | 6  | 7  | 43 | 31 | 12  |
| 6º     | Danubio              | 30  | 22 | 8  | 6  | 8  | 23 | 25 | -2  |
| 7º     | Defensor Sporting    | 29  | 22 | 6  | 11 | 5  | 26 | 26 | 0   |
| 8º     | Rampla Juniors       | 24  | 22 | 6  | 6  | 10 | 20 | 31 | -11 |
| 9º     | Villa Española       | 22  | 22 | 5  | 7  | 10 | 22 | 29 | -7  |
| 10º    | Huracán Buceo        | 22  | 22 | 5  | 7  | 10 | 25 | 35 | -10 |
| 11º    | Liverpool            | 21  | 22 | 4  | 9  | 9  | 13 | 24 | -11 |
| 12º    | Montevideo Wanderers | 17  | 22 | 3  | 8  | 11 | 22 | 39 | -17 |

|  | Clasifica a la Copa Libertadores 1999 como campeón uruguayo. |
|  | Clasifica a la Liguilla Pre-Libertadores.                    |

### Goleadores
| Jugador          | Equipo      | Goles |
| ---------------- | ----------- | ----- |
| Rubén Sosa       | Nacional    | 13    |
| Martín Rodríguez | River Plate | 13    |
| Diego Alonso     | Bella Vista | 10    |
| Milton Nuñez     | Nacional    | 9     |

## Descenso
La tabla del descenso se compone de la suma de los puntos de la tabla anual de esta temporada y los de la tabla anual de las dos temporadas anteriores.
Descendieron los 2 equipos con menor puntuación en esta tabla y el 3° peor juega una promoción contra el Deportivo Maldonado de la Segunda División.

### Posiciones
| Puesto | Equipo               | Pts | 1998 | 1997 | 1996 |
| ------ | -------------------- | --- | ---- | ---- | ---- |
| 1º     | Nacional             | 136 | 50   | 40   | 46   |
| 2º     | Peñarol              | 119 | 37   | 44   | 38   |
| 3º     | Defensor Sporting    | 112 | 29   | 39   | 44   |
| 4º     | Bella Vista          | 105 | 35   | —    | —    |
| 5º     | River Plate          | 98  | 33   | 41   | 24   |
| 6º     | Huracán Buceo        | 86  | 22   | 28   | 36   |
| 7º     | Rentistas            | 84  | 34   | 22   | —    |
| 8º     | Danubio              | 83  | 30   | 17   | 36   |
| 9º     | Liverpool            | 80  | 21   | 37   | 22   |
| 10º    | Rampla Juniors       | 79  | 24   | 23   | 32   |
| 11º    | Villa Española       | 66  | 22   | —    | —    |
| 12º    | Montevideo Wanderers | 66  | 17   | 25   | 24   |

|  | Juega la promoción contra el 3° mejor equipo de Segunda División. |
|  | Desciende a la Segunda división.                                  |

### Promoción
| 14 de noviembre de 1998 | Deportivo Maldonado | 2:3     | Rampla Juniors |  |  |
|                         |                     | Reporte |                |  |  |

| 18 de noviembre de 1998 | Rampla Juniors | 1:3     | Deportivo Maldonado |  |  |
|                         |                | Reporte |                     |  |  |

| 21 de noviembre de 1998 | Rampla Juniors | 1:1 (6:5 p.) | Deportivo Maldonado | Centenario, Montevideo |  |
|                         |                | Reporte      |                     |                        |  |

Rampla Juniors se mantiene en la Primera División. Deportivo Maldonado fue autorizado a permanecer en la Primera División en la temporada de 1999.

## Clasificación a torneos continentales
Al término de la definición del Campeonato Uruguayo se disputó una Liguilla entre los 4 mejores equipos posicionados en la Tabla Anual excluyendo a Nacional, campeón uruguayo y por ende clasificado a la Copa Libertadores.

### Liguilla Pre-Libertadores
| Puesto | Equipo      | Pts | PJ | PG | PE | PP | GF | GC | Dif |
| ------ | ----------- | --- | -- | -- | -- | -- | -- | -- | --- |
| 1º     | Bella Vista | 7   | 3  | 2  | 1  | 0  | 4  | 1  | 3   |
| 2º     | Peñarol (*) | 7   | 3  | 2  | 1  | 0  | 4  | 1  | 3   |
| 3º     | Rentistas   | 3   | 3  | 1  | 0  | 2  | 3  | 3  | 0   |
| 4º     | River Plate | 0   | 3  | 0  | 0  | 3  | 1  | 7  | -6  |

|  | Clasifica a la Copa Libertadores 1999. |
|  | Clasifica a la Copa Conmebol 1999.     |

#### Desempate por el título de la Liguilla
| 24 de noviembre de 1998 | Peñarol | 0:1 | Bella Vista     | Estadio Centenario, Montevideo |  |
|                         |         |     | Pilipauskas 66' |                                |  |

| Uruguay                                       |
| Campeón Liguilla 1998 Bella Vista 1.er título |

(*) Peñarol no puede clasificar a la Copa Conmebol 1999, debido a que ya está invitado para participar de la Copa Mercosur 1999 y no se puede participar de ambas competiciones simultáneas.

### Equipos clasificados

#### Copa Libertadores 1999
|   | Equipo      | Clasificación como            |
| - | ----------- | ----------------------------- |
| 1 | Nacional    | Campeón Primera División 1998 |
| 2 | Bella Vista | Campeón Liguilla 1998         |

#### Copa Conmebol 1999
|   | Equipo      | Clasificación como            |
| - | ----------- | ----------------------------- |
| 1 | Rentistas   | 3° puesto en la Liguilla 1998 |
| 2 | River Plate | 4° puesto en la Liguilla 1998 |

#### Copa Mercosur 1999
|   | Equipo   | Clasificación como      |
| - | -------- | ----------------------- |
| 1 | Nacional | En calidad de invitados |
| 2 | Peñarol  | En calidad de invitados |